# ぶつかり男
ぶつかり男（ぶつかりおとこ）とは、街中や駅構内ですれ違いざまにわざと体当たりをしたりカバンをぶつける、殴る蹴るの暴行を加える男性のことである。ぶつかりおじさん、タックル男、体当たり男とも呼ばれる。
2018年5月、新宿駅構内で女性ばかりを狙って次々に体当たりを行う男の動画がTwitterやYouTubeなどで拡散された（映像：女性に次々ぶつかる男性）。これをきっかけに、同様の被害報告が相次ぎ、逮捕者も出た。JR東日本は迷惑行為として注意喚起を行い、駅構内や繁華街では警備員や駅員、警察による警戒を強化している。

## 分析

### 動機
体当たりの動機としては、下記が指摘されている。
- フラストレーション解消
- 女性蔑視（ミソジニー）・子供嫌い
- 痴漢
- 当たり屋
- 歪んだ正義感情（ぶつけられたことへの仕返し）[7][11]・被害妄想

### 類型
2018年5月に放送された『モーニングショー』での特集によると、ぶつかり男は主に以下の4つのパターンに分類されるという。
- 追跡型 - 狙った相手を追跡してぶつかる
- 因縁型 - 振り返ると仁王立ちしている
- 我が道型 - 人の流れを無視する
- 攻撃型 - 足を突き出すなどする

## 法的責任
日本の刑法や各地の条例において、通行人等に対して故意に体当たりを行った場合、以下の犯罪に問われる可能性がある。
- 暴行罪 - 体当たりという行為自体に対して。
- 傷害罪 - 相手を負傷させた場合。妊婦が被害に遭った場合には、胎児に対しても傷害罪は適用されうる[14]。
- 迷惑防止条例 - 痴漢目的の場合。
- 詐欺罪 - 貴重品[注 1]が破損したなどと装い、現金をだまし取った場合。

民事上の損害賠償請求が可能な場合もある。

## 海外
同様の事例は日本国外でも発生しており、イギリスの英国放送協会（BBC）や香港のサウスチャイナ・モーニング・ポストによると、イギリスのインフルエンサーや高齢男性が突然巨体の男性にぶつかって倒れたにも関わらず、救護せずにそのまま逃走したとして、30代の男性を逮捕したことを2025年5月に報じている。